# Abbaye Saint-Martin de Nevers
Pour les articles homonymes, voir abbaye Saint-Martin.
L'abbaye Saint-Martin de Nevers, en latin Sanctus Martinus Nivernenfis, est une abbaye située à Nevers, actuel département de la Nièvre, en Bourgogne, France.
Il ne reste aujourd'hui que le logis de l'abbé, inscrit monument historique en 1926.

## Historique
L'abbaye existait déjà au milieu du VIIIe siècle, puisque l'évêque de Nevers Raginfroi lui fit don en 752 de biens situés à Bourdenay. Détruite par les Sarrasins, vers 743, l'évêque saint Jérôme (796-815) la fit réparer ainsi que l'église Saint-Genest où il fut enterré,.
Heriman, évêque de Nevers refonde cette abbaye en 849 avec seize ou dix-huit chanoines. Elle s'étendait dans un sens depuis la rue Lafayette jusqu'à la rue Pierre-Bérégovoy (ancienne rue du Rempart) et dans l'autre depuis la rue Hippolyte-Taine (autrefois rue de Rome) et la rue Jean-Desveaux (jadis rue de la Banque), jusqu'à l'actuelle place Carnot. Fromond, un de ses moines et à qui l'on doit la reconstruction de l'église, devint d'ailleurs évêque de Nevers de 1125 à 1145. Les chanoines, au départ séculiers, devinrent réguliers en 1143.
Il était d'usage autrefois que l'évêque qui venait d'être nommé passe la nuit dans l'abbaye, la veille de son entrée dans sa ville épiscopale, et qu'il fut ensuite porté par les quatre premiers barons du Nivernais, à savoir ceux de Druy, Cours-les-Barres, Givry et Poiseux, d'abord à l'entrée de la ville, où il prêtait serment à la ville et aux bourgeois, de les aimer, les défendre selon les anciennes libertés et coutumes approuvées, puis jusqu'à sa cathédrale.
C'est dans ses murs que les échevins se réunissaient jusqu'au XVe siècle où fut acheté un bâtiment particulier à cet usage. Le prieur recevait à cet effet cent sols tournois pour la messe qu'il devait célébrer pendant un an, tous les mardis dans la chapelle fondée dans le Chapitre où la ville a accoustumé de s'assembler pour fère ses besognes et négoces.
Les comtes de Nevers avaient de fort grande ancienneté le droit de garde et protection de plusieurs abbayes, prieurés et églises, soit pour en avoir été les fondateurs, soit en vertu des convenances faites avec justes causes, homologuées ou par prescription de temps immémoriaux. L'abbaye Saint-Martin de Nevers et l'abbaye Notre-Dame de Nevers sont à la garde spéciale du comte de Nevers, leurs justices sont du ressort du comte, et pour marque de la garde il y a un sergent gardien ordinaire établi par le bailli du Nivernois. Une charte du mois de novembre 1269 stipule que tous les prieurés dépendants de Saint-Martin de Nevers sont sous la même garde que ladite abbaye.
C'est en 1520 qu'ils s'agrègent à la congrégation de Saint-Victor de Paris et vers 1640 à la congrégation Sainte-Geneviève de Paris.
Un séminaire y fut établi en 1567. La manse abbatiale a été unie au séminaire de Nevers et la conventuelle au collège que possédaient les jésuites
Le 1er juin 1573, l'abbaye procède avec le duc de Nevers à un échange de redevances bordelières. Elle renonce aux droits qu'elle percevait sur une maison achetée par le duc de Nevers pour l'agrandissement du collège.
C'est probablement à l'instigation du P. Poisson, janséniste notoire qui avait malgré tout l'oreille de l'évêque Édouard Vallot pendant vingt ans, qu'il retira vers 1687 son séminaire aux chanoines réguliers de l'abbaye, qui ne l'avaient accepté que provisoirement pour le confier aux oratoriens.
Le nouvel évêque Édouard Bargedé, sacré le 2 mai 1706, n'était en rien janséniste puisqu'il se fit sacrer à l'église du noviciat des pères jésuites de Paris. À cette époque, presque toute la ville de Nevers est acquise au jansénisme y compris les chanoines de Saint-Martin. Le 8 septembre 1713, le pape Clément XI publia la bulle Unigenitus. Édouard Bargedé fit partie des quarante prélats signataires à l'occasion de la réunion de l'Assemblée du clergé à Paris en janvier 1714 sous la présidence du cardinal de Rohan de l'acceptation de la dite bulle. Il la fit publier et le 25 mai 1714 le chapitre à l'unanimité donne son adhésion et à la bulle et à la lettre de l'évêque.
Le 13 novembre 1716, onze des chanoines signataires se rétractèrent. Dans le parti opposé aux dissidents se trouvaient deux Bargedé, frères de l'évêque, ainsi que les chanoines Avrillon et Corvol, ses cousins, et trois officiers de sa Chambre ecclésiastique, les chanoines de Bézé, Velluet et Goussot
L'abbé Eustache de Chéry de Mongazon, trésorier du chapitre reçut une lettre de cachet datée du 18 décembre 1716, qui lui fut signifiée le 8 janvier 1717, l'exilant à Saint-Flour en Auvergne. Après que les membres du chapitre sollicitent le duc d'Orléans, se portant garants de son innocence et allant même jusqu'à charger l'un d'entre eux de se rendre à la Cour pour y rétablir la vérité et obtenir réparation que l'abbé lui-même demande grâce au dit duc, il se passa deux ans avant son retour.
À sa suppression à la Révolution l'abbaye est encore occupée par des Génovéfains. Les bâtiments furent terriblement endommagés, la maison abbatiale vendue au début des événements, puis par le percement de la rue Neuve-Saint-Martin. Ce qui restait du couvent fut rasé en 1900, le terrain vendu par lots et deux voies y furent ouvertes, le prolongement de la rue Hoche et la rue de la Liberté.

## Description

### Église abbatiale
Le clocher fut rasé à la Révolution.
Elle fut utilisée pendant quelques mois entre 1809 et 1810 comme marché à la viande, puis occupée par la gendarmerie qui y logea ses chevaux sous l'Empire.

### Bâtiments conventuels
Occupé par la gendarmerie sous l'Empire, qui y logeait.

### Cimetière
C'est dans ce lieu qu'avaient lieu les assemblées de bourgeois.

### La maison du prieur
- Maison du prieur de l'abbaye de Saint-Martin. Elle fut vendue en 1745 et le prieur depuis cette époque résidait à l'abbaye, servit d'hôtel de ville à la fin de l'ancien régime. Vendue au début de la Révolution.

### Archives
Conservées dans une salle voûtée qui ne fut restituée à l'abbaye qu'en 1642 avec la possibilité d'être reprise en cas de nécessité.

### Bibliothèque
Congrégation savante, ils avaient une bibliothèque très importante.

## Armoiries
D'or, au cœur enflammé de gueules, traversé en barre par une flèche d'azur, et tenu par une main dextre de carnation parée d'azur, mouvant du flanc sénestre de l'écu.

## Abbés, prieurs

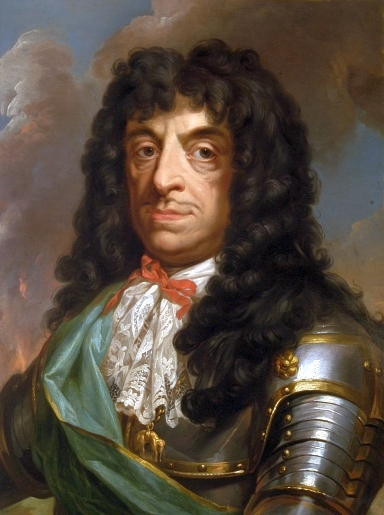
Jean II Casimir Vasa par Marcello Bacciarelli (1731-1818), peintre du roi.

(Liste non exhaustive) À partir du concordat de 1516, commence la série des abbés commendataires et seigneurs temporels. Quand les revenus de cet établissement devinrent pour le roi un moyen de faire des largesses à ses favoris, l'abbaye n'eut plus qu'un prieur à sa tête, l'abbé nominal n'y résidera plus.
- 1629 : Jean de Vienne, chanoine de Reims, abbé de Saint-Basle de Verzy par dévolu en chassant son prédécesseur par un décret de la cour suprême ; mais sur les instances du chancelier de Sillery, il résigna sa charge en 1629 et reçut, en compensation, de son successeur, Nicolas-François Brûlart de Sillery, l'abbaye de Saint-Martin de Nevers[17].
- 1670 - 1672 : Jean II Casimir Vasa, abbé commendataire, † 1672, décédé à l'abbaye lors de son passage en compagnie de sa femme.
- 1724 - ? : Jean-Simon Brissart, abbé commendataire, maître des requêtes de la reine, seigneur de Triel, mort à Paris le 15 septembre 1750.
- septembre 1766 à février 1781 : Pierre Canivest (Rouen 1715 - Sainte-Geneviève de Paris 23 août 1733 et † à Saint-Martin le 22 février 1781), prieur et curé de Saint-Martin de Nevers.

## Personnalités en rapport avec l'abbaye
(liste non exhaustive)
- Guillaume Barbarin, (1749 - ap.1804), prêtre en 1773, demeure à Saint-Martin en 1779
- Guillaume Desnos, Prieur du prieuré Saint Éloi-la-Fontaine, y décède le 5 janvier 1654[18]
- Pierre Houllette ou Houlette y réside et y décède en 1761[19]
- Jean-Pierre Victor Genève de Vaudine, en 1773 à Saint-Martin, abdique en 1793, se marie en 1800 veuf sans enfant demande l'absolution des censures qu'il obtient par décret du 23 août 1802, enseigne le latin à Bourg-la-Reine en 5e et 4e en 1809[20]

## Terriers, propriétés revenus
Églises, cures :
- Chapelle de la Madeleine d'Augerolles (Puy-de-Dôme) (1773-1783)[21]
- Chapelle Sainte-Marie de Nevers, construite dans le faubourg du Martelet par les chanoines de l'abbaye Saint-Martin de Nevers, elle est agrandie et couverte de voûte en 1317. Aux XVIe siècle et XVIIIe siècle, elle sert de funérarium pour les seigneurs de Nevers, décédés hors la ville, avant la cérémonie religieuse dans la cathédrale. Elle fut vendue comme bien national en 1790 et transformée en habitation. Elle ne fut redécouverte qu'en 1999.
- Chapelle Saint-André de Faulin, (1575-1576), Dom Pierre Rousseau, sacristain de Saint-Étienne de Nevers, se fait désigner sous le titre de prieur de Saint-André de Faulin. Elle semble n'avoir jamais été un prieuré[22]. Frère Jean Guenoist religieux de Saint-Augustin fut chapelain de cette chapelle[23]
- Saint-Romain de Lucenay, le bénéfice simple est en 1766 au prieur et curé de Saint-Martin : Pierre Canivest.

Abbayes, prieurés
- Abbaye de Villegondon, (chartes 1131-1135), sur la commune de Saint-Loup (aujourd'hui disparue). Les Chartes conservées en font les plus anciens documents des archives départementales de la Nièvre. Hugues le Manseau fait une donation en 1131 cette abbaye et appose son sceau[24]

Terres
- Bourdenay (752) don de terres par l'évêque Rainfroi.

Moulins
- Moulin du Pont-Cizeau, à Nevers, acquis par échange d'une rente de 100 sous par la comtesse Mathilde de Courtenay dite aussi Mahaut en 1257

Droits
- Droit de pesage : droit fructueux, cédé par le prieur en 1388 à la comtesse de Nevers :Marguerite III de Flandre. Le droit du comte dit plus tard droit de la ville, sera installé à cette date aux  Vieilles halles Saint-Arigle, sous le bailliage, rue des Boucheries.

## Fouilles archéologiques
Lors des différents chantiers des fouilles permirent de retrouver de nombreux cercueils sur des décombres gallo-romains, une plaque de cuivre commémorant la pose de la première pierre de la reconstruction de 1755, un grand bronze de Néron, un double tournois du roi Philippe IV (1285-1314), un douzain de Louis XIII.